# أفريغ
أفريغ (توفي في القرن الرابع الميلادي) هو المؤسس الإيراني للدولة الأفريغية في خوارزم، التي ستحكم هذه المنطقة باستقلال ثم بتبعية للأمويين؛ ثم بتبعية للعباسيين حتى خلافهم معهم. ويقال إنه بنى قلعة تعرف باسم فيل أو فير بالقرب من عاصمته في كاث. لا يُعرف الكثير عنه؛ وقد خلفه لاحقًا ابنه باغرا.